# Sundals-Ryrs socken
Sundals-Ryrs socken i Dalsland ingick i Sundals härad, ingår sedan 1974 i Vänersborgs kommun och motsvarar från 2016 Sundals-Ryrs distrikt.
Socknens areal är 93,35 kvadratkilometer varav 91,17 land. År 2000 fanns här 605 invånare. Sockenkyrkan Sundals-Ryrs kyrka ligger i socknen.   

## Administrativ historik
Socknen har medeltida ursprung. Före den 1 januari 1886 (ändring enligt beslut den 17 april 1885) var namnet Ryrs socken.
1 januari 1863 övergick socknens ansvar för de kyrkliga frågorna till Ryrs församling och för de borgerliga frågorna till bildades Ryrs landskommun. Landskommunen uppgick 1952 i Brålanda landskommun som 1974 uppgick i Vänersborgs kommun. Församlingen uppgick 2024 i Brålandabygdens församling.
1 januari 2016 inrättades distriktet Sundals-Ryr, med samma omfattning som församlingen hade 1999/2000.  
Socknen har tillhört län, fögderier, tingslag och domsagor enligt vad som beskrivs i artikeln Sundals härad. De indelta soldaterna tillhörde Västgöta-Dals regemente och Valbo kompani.

## Geografi och natur
Sundals-Ryrs socken ligger nordväst om Vänersborg med Kroppefjäll i väster. Socknen är i öster en slättbygd på Dalboslätten och är en kuperad skogsbygd i väster med höjder som når 211 meter över havet.
I Sundals-Ryrs socken ligger officersbostaden Björserud. Före reformationen tillhörde gården kyrkan.
I socknen finns tre naturreservat. Kroppefjäll som delas med Högsäters, Färgelanda och Örs socknar i Melleruds kommun ingår i EU-nätverket Natura 2000 medan Oxeklev och Buxåsen är kommunala naturreservat.

## Fornlämningar
Några boplatser och tre hällkistor från stenåldern är funna. Från bronsåldern finns flera gravrösen. Från järnåldern finns fyra gravfält och en fornborg.

## Namnet
Namnet skrevs 1531 Ryer och kommer från en bebyggelse vid kyrkan. Namnet innehåller riudher, rydher, 'öppen plats i skog, uppröjt ställe.

## Befolkningsutveckling
| Befolkningsutvecklingen i Sundals-Ryrs socken 1750–1990                                                 | Befolkningsutvecklingen i Sundals-Ryrs socken 1750–1990 | Befolkningsutvecklingen i Sundals-Ryrs socken 1750–1990 | Befolkningsutvecklingen i Sundals-Ryrs socken 1750–1990 | Befolkningsutvecklingen i Sundals-Ryrs socken 1750–1990 |
| --- | ------------------------------------------------------- | ------------------------------------------------------- | ------------------------------------------------------- | ------------------------------------------------------- |
| |                                                         |                                                         |                                                         |                                                         |
| År |                                                         |                                                         | Folkmängd                                               |                                                         |
| 1750 | 1750                                                    |                                                         | 860                                                     |                                                         |
| 1760 | 1760                                                    |                                                         | 881                                                     |                                                         |
| 1769 | 1769                                                    |                                                         | 853                                                     |                                                         |
| 1780 | 1780                                                    |                                                         | 889                                                     |                                                         |
| 1790 | 1790                                                    |                                                         | 732                                                     |                                                         |
| 1810 | 1810                                                    |                                                         | 956                                                     |                                                         |
| 1820 | 1820                                                    |                                                         | 1 082                                                   |                                                         |
| 1830 | 1830                                                    |                                                         | 1 472                                                   |                                                         |
| 1840 | 1840                                                    |                                                         | 1 713                                                   |                                                         |
| 1850 | 1850                                                    |                                                         | 1 817                                                   |                                                         |
| 1860 | 1860                                                    |                                                         | 2 302                                                   |                                                         |
| 1870 | 1870                                                    |                                                         | 2 373                                                   |                                                         |
| 1880 | 1880                                                    |                                                         | 2 304                                                   |                                                         |
| 1890 | 1890                                                    |                                                         | 1 868                                                   |                                                         |
| 1900 | 1900                                                    |                                                         | 1 641                                                   |                                                         |
| 1910 | 1910                                                    |                                                         | 1 458                                                   |                                                         |
| 1920 | 1920                                                    |                                                         | 1 318                                                   |                                                         |
| 1930 | 1930                                                    |                                                         | 1 198                                                   |                                                         |
| 1940 | 1940                                                    |                                                         | 1 174                                                   |                                                         |
| 1950 | 1950                                                    |                                                         | 1 015                                                   |                                                         |
| 1960 | 1960                                                    |                                                         | 827                                                     |                                                         |
| 1970 | 1970                                                    |                                                         | 605                                                     |                                                         |
| 1980 | 1980                                                    |                                                         | 617                                                     |                                                         |
| 1990 | 1990                                                    |                                                         | 649                                                     |                                                         |
| Anm: Källor: Umeå universitet - Tabellverket 1749-1859, Demografiska databasen, CEDAR, Umeå universitet |                                                         |                                                         |                                                         |                                                         |